# 宇宙射線散裂
宇宙射線散裂是自然發生的一種核分裂和核合成形式，它經由宇宙射線撞擊物質產生新的元素。宇宙射線是來自地球之外的高能粒子，主要是飄蕩在空間中的電子和α粒子。當宇宙射線（主要是質子）撞擊到物質，包括其他的宇宙射線，就會造成散裂。碰撞的結果是被撞的大的核子會逐出核子（質子和中子），這種過程不僅在宇宙的深處進行，宇宙射線的撞擊也在我們的上層大氣層內進行。
宇宙射線散裂製造出輕的元素，像是鋰和硼，這個過程是在1970年代偶然發現的。太初核合成的模型認為氘的總量太大，與宇宙擴散的速率不能一致，因此對在“大霹靂”之後是否仍有產生氘的過程在繼續進行，產生極大的興趣。
宇宙射線散裂是被調查的能製造氘的一種過程，但是它的結果是散裂不可能製造出氘，並且剩餘的氘含量可以用假設存在的重子暗物質來解釋。然而，對散裂的研究顯示，它可以產生鋰和硼。鋁、鈹、碳（碳-14）、氯、碘和氖的同位素都可以經由宇宙射線散裂產生。

## 外部連結
- Ray Isotope Spectrometer[永久]
- University of Leeds paper[永久]
- Heavy Cosmic Ray propagation Using New Spallation Cross-Section Expressions[永久]
- Evidence for cosmic ray spallation production of helium and neon found in volcanoes（页面存档备份，存于）